# 486 f.Kr.

## Händelser

### Efter plats

#### Persiska riket
- November – Dareios I, som anses vara en av de persiska akemenidernas största härskare, dör och efterträds av sin son Xerxes I. Under hans regeringstid når det persiska riket så långt västerut som Makedonien och Libyen och så långt österut som till Hyfasisfloden; det når från Kaukasusbergen och Aralsjön i norr till Persiska viken och Arabiska öknen i söder.
- Egypten gör på nytt uppror mot det persiska styret vid Dareios död. Upproret, som troligtvis leds av libyer från västra deltaområdet, krossas följande år av Xerxes, som reducerar Egyptens status till att vara en erövrad, persisk provins.

#### Romerska republiken
- Under sitt tredje konsulat föreslår Spurius Cassius Vecellinus en ny jordbrukslag, som skall hjälpa nödställda plebejer, något som både patricier och välbeställda plebejer kraftigt motsätter sig och därför ser till att Cassius blir dömd och avrättad.

#### Kina
- Under kung Fuchais styre byggs den första delen av Kejsarkanalen. Den sammanbinder Yangtzefloden och Huaifloden och är ämnad att föra fartyg med förnödenheter uppåt norr, med avsikten att man därmed skall kunna föra krig med de nordliga staterna Song och Lu.

### Efter ämne

#### Konst
- Byggandet av en relief i det ceremoniella komplexet Apadana i Persepolis avslutas. Den visar hur Dareios I och Xerxes I erhåller tribut och förvaras numera i Iranbustanmuseet i Teheran.

## Avlidna
- November – Dareios I, persisk kung (född cirka 549 f.Kr.)
- Spurius Cassius Vecellinus, romersk konsul (avrättad)